# Cazamariposas (programa de televisión)
Cazamariposas fue un programa de televisión dedicado principalmente al mundo de los famosos y a los reality shows de Mediaset, todo ello a través de reportajes y entrevistas, contando con las opiniones de los colaboradores desde un enfoque irónico y satírico. El formato estaba presentado por Nando Escribano y Núria Marín, siendo sustituidos ocasionalmente por Germán González.
Cazamariposas estaba producido por La Fábrica de la Tele y se emitió en Divinity entre el 4 de junio de 2013 y el 7 de febrero de 2020. Asimismo, en épocas puntuales, se emitieron versiones del programa en el access prime time de Telecinco –entre el 4 de junio de 2014 y el verano de 2016– y Cuatro –entre el 5 de junio y el 12 de julio de 2019–.

## Historia
A mediados del mes de mayo de 2013, Divinity inició la producción de Cazamariposas, el primer programa de producción propia del canal femenino de Mediaset España. Además, se confirmó que Nando Escribano y Núria Marín serían sus presentadores. Finalmente, cinco días antes del estreno del programa, el grupo de comunicación anunció que la fecha de tal acontecimiento sería el martes 4 de junio de 2013 a partir de las 21:30 horas.
En septiembre de 2013, tras los bajos índices de audiencia que últimamente cosechaba el programa en Divinity, la cadena decidió darle un giro con nuevos colaboradores y un cambio de horario. Así el programa pasó a llamarse Los cazamariposas y estrenó su segunda temporada el sábado 28 de septiembre a las 14:00 horas.
En mayo de 2014, el programa inició su etapa estival bajo el nombre de Cazamariposas Fresh, denominación que utilizó el formato durante los meses de verano. Además, estrenó dos secciones sobre moda: La Asamblea Fashion, en la que varios expertos en moda debatían sobre nuevas tendencias, y Beach Style, donde se analizaban los looks que se lucen en las playas españolas. Tras la buena acogida de la primera sección mencionada, Divinity la independizó y surgió Asamblea Fashion by Cazamariposas, que se estrenó el 5 de agosto de 2014. Sin embargo, estos programas derivados no duraron mucho tiempo, manteniendo únicamente Cazamariposas, el cual empezaría pronto a cambiar sus contenidos hacia la prensa del corazón, los reality shows de Mediaset y la programación de Divinity.
En julio de 2015, el programa puso en marcha Caza Stars. El espacio sirvió para escoger un artista o banda musical que actuaría como telonero de Alejandro Sanz en el Starlite Festival del mismo año, con Ruth Lorenzo, Javier Cárdenas y Sandra García-Sanjuán como jurado, del que saldrían vencedoras las Twin Melody.
El 18 de julio de 2016, para celebrar el tercer aniversario y los 500 programas de emisión, Cazamariposas realizó un especial conocido como Frikiolimpiadas. En él, ocho colaboradores (Jesús Manuel Ruiz, Chelo García Cortes, María Lapiedra, Rebeca Pous, Enric Bayón, Daniel Vera, Alejandra Castelló y Sergio Silva) participaron en pruebas de obstáculos, tanto de manera individual como por equipos, para conseguir un premio en el Parque Anigami de la localidad barcelonesa de Manlleu. La ganadora fue la cantante Rebeca tras vencer en el duelo final contra María Lapiedra.
También en julio de 2016, se llevó a cabo la segunda temporada de Caza Stars. Así, escogerían al artista o banda que actuaría como telonero de Malú en el Starlite Festival. Esta vez, el jurado estuvo formado por Barei, Javier Llano y Sandra García-Sanjuán. La ganadora fue Lorena González.
Por otro lado, del mismo modo que venía haciendo Atresmedia con Feliz Año Neox, Divinity decidió celebrar el año nuevo un día antes con las precampanadas. Así, Cazamariposas emitió un programa especial y lleno de humor con sus colaboradores tanto el 30 de diciembre de 2015 como el de 2016, para dar la bienvenida a 2016 y a 2017, respectivamente, un día antes.
El 3 de octubre de 2018, el programa se partió en dos, poniendo en marcha otra edición a las 15:00 y manteniendo la del access prime time. Esta doble emisión finalizó el 8 de abril de 2019, día en que se mantuvo únicamente la primera edición, la cual vio ampliada su emisión entre las 15:00 y las 16:45, aproximadamente, debido al aumento de la oferta vespertina del contenedor Te como a series.
El 5 de junio de 2019, el programa llegó a Cuatro con una segunda entrega –aparte de la habitual de Divinity–. Así, a las 20:30 de la tarde, el equipo del Cazamariposas tendría una nueva ventana en el segundo canal de Mediaset para analizar lo ocurrido en Supervivientes. Tras el final de los resúmenes del reality, que tuvo lugar el 12 de julio, tres días después retomaron la segunda edición en Divinity, esta vez alrededor de las 20:55 con una duración de unos 20 minutos, hasta el 5 de septiembre, ubicándose definitivamente el espacio en la sobremesa.
El 29 de enero de 2020, Mediaset España anunció el fin de Cazamariposas tras cerca de siete años. La última emisión del formato tuvo lugar el 7 de febrero del mismo año.

## Formato
Los contenidos de Cazamariposas se centraban principalmente en la actualidad de la prensa del corazón, el mundo de los famosos y los reality shows de Mediaset, aparte de las novedades de la programación de Divinity. Además, solía cubrir acontecimientos como pasarelas de moda, estrenos de cine, conciertos y eventos glamurosos. La base del programa eran los reportajes, las entrevistas y las opiniones de los colaboradores, desde un enfoque irónico y satírico.
Sin embargo, en sus inicios, el espacio analizaba la crónica social y las últimas tendencias en moda, belleza y nutrición. De este modo, entre sus contenidos contaba con la participación de blogueros del panorama nacional en el plantel de colaboradores, prestigiosas revistas y páginas web nacionales e internacionales como referentes informativos. Asimismo, se abordaban contenidos como la indumentaria que lucen las celebridades sobre la alfombra roja y en su vida cotidiana, las excentricidades de las estrellas internacionales, las polémicas situaciones en las que se ven inmersas y sus últimos proyectos profesionales son algunos de los aspectos sobre el universo de los famosos. Además, el programa incluía diversos tutoriales sobre moda, belleza y nutrición. Igualmente, el informativo repasaba las noticias más destacadas sobre las estrellas nacionales e internacionales publicadas en revistas como Glamour, People, Harper's Bazaar, Vanity Fair, Cosmopolitan, OK!, Rolling Stone o Hollywood Reporter; en blogs como el de Perez Hilton; y en páginas webs especializadas como TMZ.com, E! Online, The Hollywood Gossip y Hollywood Life, entre otras.
El canal en el que se emitía ofrecía también avances informativos diarios de dos minutos de duración con los titulares más destacados de la crónica social. Además, el programa Sálvame de Telecinco se encargaba de promocionar lo más destacado de Cazamariposas.

## Equipo

### Presentadores
| Presentador     | Información                             | Duración    |
| --------------- | --------------------------------------- | ----------- |
| Nando Escribano | Presentador principal                   | 2013 - 2020 |
| Núria Marín     | Presentadora principal                  | 2013 - 2020 |
| Eli Martín      | Copresentadora y presentadora sustituta | 2013 - 2016 |
| Germán González | Copresentador y presentador sustituto   | 2016 - 2020 |
| Rafa Mora       | Esporádico                              | 2018        |

### Colaboradores, reporteros y redactores

#### Última etapa
| Colaborador       | Información                                             | Duración          |
| ----------------- | ------------------------------------------------------- | ----------------- |
| Sergio Silva      | Reportero                                               | 2013 - 2020       |
| Laura Fa          | Periodista del corazón                                  | 2014 - 2020       |
| María Lapiedra    | Colaboradora                                            | 2014 - 2020       |
| Laura Roigé       | Redactora y copresentadora sustituta                    | 2015 - 2020       |
| Adriano Luciani   | Redactor y reportero                                    | 2016 - 2020       |
| Enric Bayón       | Papparazzi                                              | 2016 - 2020       |
| Carmen Alcayde    | Presentadora de televisión y reportera de Cazamariposas | 2016; 2019 - 2020 |
| Jaume Miranda     | Redactor                                                | 2017 - 2020       |
| Álex González     | Redactor, reportero y copresentador sustituto           | 2017 - 2020       |
| Borja Aranda      | Redactor y copresentador sustituto                      | 2018 - 2020       |
| Lucía Tornero     | Reportera                                               | 2018 - 2020       |
| Luis Rollán       | Reportero y colaborador                                 | 2018 - 2020       |
| Júlia Pascual     | Psicóloga                                               | 2018 - 2020       |
| Rocco Steinhäuser | Periodista                                              | 2019 - 2020       |
| Nuria MH          | Influencer y concursante de Gran Hermano VIP 7          | 2019 - 2020       |
| Pol Badía         | Concursante de Gran Hermano 17 y Gran Hermano VIP 7     | 2019 - 2020       |

#### Antiguos
| Colaborador        | Información                                                                           | Duración          |
| ------------------ | ------------------------------------------------------------------------------------- | ----------------- |
| María Verdoy       | Reportera                                                                             | 2013 - 2019       |
| Fede Arias         | Reportero                                                                             | 2016              |
| Adriana Dorronsoro | Reportera                                                                             | 2013 - 2017       |
| Andrea Huisgen     | Modelo, Miss España 2012                                                              | 2013              |
| Marina Santesteban | Experta en nutrición y dietética                                                      | 2013 - 2014       |
| Abraham García     | Participante de Gandía Shore y reportero de Cazamariposas                             | 2013              |
| Xavi Martínez      | Locutor de radio y reportero de Cazamariposas                                         | 2013 - 2014       |
| Erik Putzbach      | Estilista de famosos                                                                  | 2013 - 2014       |
| Ricardo Saavedra   | Reportero                                                                             | 2013 - 2014       |
| Eli Martín         | Reportera y presentadora sustituta                                                    | 2013 - 2016       |
| Verónica Rama      | Reportera y presentadora sustituta. Presentadora de Asamblea Fashion by Cazamariposas | 2013 - 2017       |
| Irina García       | Reportera y presentadora sustituta                                                    | 2013 - 2019       |
| Ares Teixidó       | Presentadora de Cazamariposas XXL                                                     | 2014              |
| Enric Company      | Presentador de Cazamariposas XXL                                                      | 2014              |
| Maite Galdeano     | Concursante de Gran Hermano 16.                                                       | 2014              |
| Amor Romeira       | Concursante de Gran Hermano 9                                                         | 2014 - 2015       |
| Isa Pantoja        | Presentadora de la sección “Yo soy Isa”.                                              | 2014 - 2015, 2016 |
| Aramís Fuster      | Bruja                                                                                 | 2014 - 2017       |
| Chiqui Martí       | Estríper, bailarina y concursante de realities                                        | 2015 - 2016       |
| Noemí Ungría       | Concursante de Gran Hermano 3                                                         | 2015 - 2016       |
| Nuria Yáñez        | Ganadora de Gran Hermano 5                                                            | 2015              |
| Cristina "Core"    | Participante de Gandia Shore                                                          | 2015              |
| Paula González     | Ganadora de Gran Hermano 15                                                           | 2015              |
| Carlos Navarro     | Concursante de Gran Hermano 2                                                         | 2015              |
| Ivonne Armant      | Modelo, actriz, nieta de Plácido Domingo y ganadora de GH VIP 2                       | 2015              |
| Miriam Sánchez     | Exactriz porno y colaboradora                                                         | 2015              |
| Xavi Rodríguez     | Presentador de radio y televisión                                                     | 2015              |
| La Pelopony        | Cantante, bailarina y concursante de Supervivientes 2014                              | 2015 - 2017       |
| Joana Morillas     | Periodista del corazón                                                                | 2015 - 2018       |
| Rebeca Pous        | Actriz, cantante y colaboradora                                                       | 2015 - 2019       |
| Silvia Canut       | Editora                                                                               | 2016 - 2018       |
| Joan Spin          | Colaborador de televisión                                                             | 2016 - 2018       |
| Jordi Martín       | Papparazzi                                                                            | 2016 - 2019       |
| Mark Hamilton      | Exmarido de María Lapiedra                                                            | 2017 - 2018       |
| Elsa Anka          | Actriz, presentadora y colaboradora de televisión                                     | 2017 - 2019       |
| Marita Alonso      | Reportera y colaboradora de televisión                                                | 2017 - 2019       |
| Adri Pérez         | Redactor y reportero                                                                  | 2017 - 2019       |
| Fran Ramírez       | Redactor, reportero y copresentador sustituto                                         | 2017 - 2019       |
| Ricky Natalicchio  | Concursante de Gran Hermano 16                                                        | 2018              |
| Anabel Pantoja     | Sobrina de Isabel Pantoja y colaboradora de televisión                                | 2018 - 2019       |
| Yola Berrocal      | Actriz, cantante y colaboradora de televisión                                         | 2018 - 2019       |
| Rafa Mora          | Copresentador sustituto                                                               | 2019              |
| Albert Barranco    | Extronista de MYHYV                                                                   | 2019              |
| Sandra Burgos      | Abogada matrimonialista, asesora jurídica y colaboradora                              | 2015-2019         |

## Espacios derivados

### Cazamariposas Diamond Edition
Programa especial emitido en diciembre de 2013 sobre el mundo del lujo de la clase alta española, de la mano de personajes como Erik Putzbach, Eloy Privé, Josie, Joaquín Torres o Cristina Martín, presidenta de la Asociación Española del Lujo "Luxury Spain". Además, se mostraron tiendas, residencias, decoración, coches, fiestas, bodas, restaurantes, tratamientos de belleza y hobbies relacionados con el lujo.

### Cazamariposas VIP
Tras los buenos datos cosechados por Cazamariposas Fresh en Divinity, el principal canal del grupo audiovisual, Telecinco, dio una oportunidad a este espacio, el cual llegó al access prime time con novedades respecto al espacio inicial. De este modo, cabe destacar que el programa aborda de manera más amplia los temas sobre el universo de los famosos. Además, el informativo cuenta con la figura de un tercer presentador, un conocido rostro del panorama nacional (denominado VIP), que va cambiando cada día de emisión.
El formato, presentado por Nando Escribano y Núria Marín, arrancó sus emisiones el 4 de junio de 2014.
Por falta de espacio actualmente se emite en las mañanas del fin de semana.
El programa regresó al prime time del principal canal de Mediaset, con motivo de la temporada estival, el 7 de julio de 2015 a las 21:50, con una duración de 40 minutos.

### Cazamariposas XXL
Conducido por Enric Company y Ares Teixidó, este es un spin-off de Cazamariposas, formato original emitido en Divinity. Al igual que este, Cazamariposas VIP y Cazamariposas Fresh están producidos por La Fábrica de la Tele. Se estrenó en Telecinco el 31 de julio de 2014, con una diferencia entre sus distintas versiones, pues este programa tiene la mayor diferencia de tiempo, ya que es el más largo de Cazamariposas.

### Asamblea Fashion by Cazamariposas
A finales del mes de julio de 2014, debido a que Mediaset España había detectado que la sección de moda del programa Cazamariposas se había convertido en la revelación del formato, tanto en audiencia televisiva como en resonancia cosechada a través de las redes sociales), el grupo audiovisual no dudó en independizarla como programa propio. De este modo, el 5 de agosto de 2014, Divinity estrenó Asamblea Fashion by Cazamariposas, un programa presentador por Verónica Rama, manteniendo el título de la sección creada por Nando Escribano y a sus críticos, aunque amplió el reparto y su duración.

### Cazamariposas Gran Hermano VIP / Supervivientes
Es una versión del programa centrada en los reality shows Gran Hermano VIP y Supervivientes de Telecinco.

### Cazapalomitas
Es un breve espacio en el que se repasa la actualidad cinematográfica, además de los últimos estrenos del cine.